# Liste des municipalités du Portugal par région et district
| Région (réforme de 2008) | Sous-région (réforme de 2008) | Région (avant la réforme de 2008) | Sous-région (avant la réforme de 2008) | District                     | Municipalité                | Changement de région en 2008 | Changement de sous-région en 2008 |
| ------------------------ | ----------------------------- | --------------------------------- | -------------------------------------- | ---------------------------- | --------------------------- | ---------------------------- | --------------------------------- |
| Alentejo                 | Alentejo Central              | Alentejo                          | Alentejo Central                       | District de Portalegre       | Sousel                      | Non                          | Non                               |
| Alentejo                 | Alentejo Central              | Alentejo                          | Alentejo Central                       | District d'Évora             | Évora                       | Non                          | Non                               |
| Alentejo                 | Alentejo Central              | Alentejo                          | Alentejo Central                       | District d'Évora             | Vila Viçosa                 | Non                          | Non                               |
| Alentejo                 | Alentejo Central              | Alentejo                          | Alentejo Central                       | District d'Évora             | Redondo                     | Non                          | Non                               |
| Alentejo                 | Alentejo Central              | Alentejo                          | Alentejo Central                       | District d'Évora             | Viana do Alentejo           | Non                          | Non                               |
| Alentejo                 | Alentejo Central              | Alentejo                          | Alentejo Central                       | District d'Évora             | Vendas Novas                | Non                          | Non                               |
| Alentejo                 | Alentejo Central              | Alentejo                          | Alentejo Central                       | District d'Évora             | Arraiolos                   | Non                          | Non                               |
| Alentejo                 | Alentejo Central              | Alentejo                          | Alentejo Central                       | District d'Évora             | Montemor-o-Novo             | Non                          | Non                               |
| Alentejo                 | Alentejo Central              | Alentejo                          | Alentejo Central                       | District d'Évora             | Estremoz                    | Non                          | Non                               |
| Alentejo                 | Alentejo Central              | Alentejo                          | Alentejo Central                       | District d'Évora             | Alandroal                   | Non                          | Non                               |
| Alentejo                 | Alentejo Central              | Alentejo                          | Alentejo Central                       | District d'Évora             | Reguengos de Monsaraz       | Non                          | Non                               |
| Alentejo                 | Alentejo Central              | Alentejo                          | Alentejo Central                       | District d'Évora             | Portel                      | Non                          | Non                               |
| Alentejo                 | Alentejo Central              | Alentejo                          | Alentejo Central                       | District d'Évora             | Borba                       | Non                          | Non                               |
| Alentejo                 | Alentejo Central              | Alentejo                          | Alentejo Central                       | District d'Évora             | Mourão                      | Non                          | Non                               |
| Alentejo                 | Alentejo Litoral              | Alentejo                          | Alentejo Litoral                       | District de Setúbal          | Sines                       | Non                          | Non                               |
| Alentejo                 | Alentejo Litoral              | Alentejo                          | Alentejo Litoral                       | District de Setúbal          | Santiago do Cacém           | Non                          | Non                               |
| Alentejo                 | Alentejo Litoral              | Alentejo                          | Alentejo Litoral                       | District de Beja             | Odemira                     | Non                          | Non                               |
| Alentejo                 | Alentejo Litoral              | Alentejo                          | Alentejo Litoral                       | District de Setúbal          | Alcácer do Sal              | Non                          | Non                               |
| Alentejo                 | Alentejo Litoral              | Alentejo                          | Alentejo Litoral                       | District de Setúbal          | Grândola                    | Non                          | Non                               |
| Alentejo                 | Alto Alentejo                 | Alentejo                          | Alto Alentejo                          | District d'Évora             | Mora                        | Non                          | Non                               |
| Alentejo                 | Alto Alentejo                 | Alentejo                          | Alto Alentejo                          | District de Portalegre       | Ponte de Sor                | Non                          | Non                               |
| Alentejo                 | Alto Alentejo                 | Alentejo                          | Alto Alentejo                          | District de Portalegre       | Elvas                       | Non                          | Non                               |
| Alentejo                 | Alto Alentejo                 | Alentejo                          | Alto Alentejo                          | District de Portalegre       | Arronches                   | Non                          | Non                               |
| Alentejo                 | Alto Alentejo                 | Alentejo                          | Alto Alentejo                          | District de Portalegre       | Nisa                        | Non                          | Non                               |
| Alentejo                 | Alto Alentejo                 | Alentejo                          | Alto Alentejo                          | District de Portalegre       | Crato                       | Non                          | Non                               |
| Alentejo                 | Alto Alentejo                 | Alentejo                          | Alto Alentejo                          | District de Portalegre       | Portalegre                  | Non                          | Non                               |
| Alentejo                 | Alto Alentejo                 | Alentejo                          | Alto Alentejo                          | District de Portalegre       | Avis                        | Non                          | Non                               |
| Alentejo                 | Alto Alentejo                 | Alentejo                          | Alto Alentejo                          | District de Portalegre       | Fronteira                   | Non                          | Non                               |
| Alentejo                 | Alto Alentejo                 | Centro                            | Médio Tejo                             | District de Portalegre       | Gavião                      | Oui                          | Oui                               |
| Alentejo                 | Alto Alentejo                 | Alentejo                          | Alto Alentejo                          | District de Portalegre       | Castelo de Vide             | Non                          | Non                               |
| Alentejo                 | Alto Alentejo                 | Alentejo                          | Alto Alentejo                          | District de Portalegre       | Monforte                    | Non                          | Non                               |
| Alentejo                 | Alto Alentejo                 | Alentejo                          | Alto Alentejo                          | District de Portalegre       | Campo Maior                 | Non                          | Non                               |
| Alentejo                 | Alto Alentejo                 | Alentejo                          | Alto Alentejo                          | District de Portalegre       | Marvão                      | Non                          | Non                               |
| Alentejo                 | Alto Alentejo                 | Alentejo                          | Alto Alentejo                          | District de Portalegre       | Alter do Chão               | Non                          | Non                               |
| Alentejo                 | Baixo Alentejo                | Alentejo                          | Baixo Alentejo                         | District de Beja             | Moura                       | Non                          | Non                               |
| Alentejo                 | Baixo Alentejo                | Alentejo                          | Baixo Alentejo                         | District de Beja             | Ourique                     | Non                          | Non                               |
| Alentejo                 | Baixo Alentejo                | Alentejo                          | Baixo Alentejo                         | District de Beja             | Ferreira do Alentejo        | Non                          | Non                               |
| Alentejo                 | Baixo Alentejo                | Alentejo                          | Baixo Alentejo                         | District de Beja             | Mértola                     | Non                          | Non                               |
| Alentejo                 | Baixo Alentejo                | Alentejo                          | Baixo Alentejo                         | District de Beja             | Beja                        | Non                          | Non                               |
| Alentejo                 | Baixo Alentejo                | Alentejo                          | Baixo Alentejo                         | District de Beja             | Aljustrel                   | Non                          | Non                               |
| Alentejo                 | Baixo Alentejo                | Alentejo                          | Baixo Alentejo                         | District de Beja             | Cuba                        | Non                          | Non                               |
| Alentejo                 | Baixo Alentejo                | Alentejo                          | Baixo Alentejo                         | District de Beja             | Castro Verde                | Non                          | Non                               |
| Alentejo                 | Baixo Alentejo                | Alentejo                          | Baixo Alentejo                         | District de Beja             | Barrancos                   | Non                          | Non                               |
| Alentejo                 | Baixo Alentejo                | Alentejo                          | Baixo Alentejo                         | District de Beja             | Serpa                       | Non                          | Non                               |
| Alentejo                 | Baixo Alentejo                | Alentejo                          | Baixo Alentejo                         | District de Beja             | Almodôvar                   | Non                          | Non                               |
| Alentejo                 | Baixo Alentejo                | Alentejo                          | Baixo Alentejo                         | District de Beja             | Alvito                      | Non                          | Non                               |
| Alentejo                 | Baixo Alentejo                | Alentejo                          | Baixo Alentejo                         | District de Beja             | Vidigueira                  | Non                          | Non                               |
| Algarve                  | Algarve                       | Algarve                           | Algarve                                | District de Faro             | Olhão                       | Non                          | Non                               |
| Algarve                  | Algarve                       | Algarve                           | Algarve                                | District de Faro             | Faro                        | Non                          | Non                               |
| Algarve                  | Algarve                       | Algarve                           | Algarve                                | District de Faro             | Tavira                      | Non                          | Non                               |
| Algarve                  | Algarve                       | Algarve                           | Algarve                                | District de Faro             | Alcoutim                    | Non                          | Non                               |
| Algarve                  | Algarve                       | Algarve                           | Algarve                                | District de Faro             | Monchique                   | Non                          | Non                               |
| Algarve                  | Algarve                       | Algarve                           | Algarve                                | District de Faro             | Lagos                       | Non                          | Non                               |
| Algarve                  | Algarve                       | Algarve                           | Algarve                                | District de Faro             | Lagoa                       | Non                          | Non                               |
| Algarve                  | Algarve                       | Algarve                           | Algarve                                | District de Faro             | Aljezur                     | Non                          | Non                               |
| Algarve                  | Algarve                       | Algarve                           | Algarve                                | District de Faro             | Vila do Bispo               | Non                          | Non                               |
| Algarve                  | Algarve                       | Algarve                           | Algarve                                | District de Faro             | Albufeira                   | Non                          | Non                               |
| Algarve                  | Algarve                       | Algarve                           | Algarve                                | District de Faro             | Loulé                       | Non                          | Non                               |
| Algarve                  | Algarve                       | Algarve                           | Algarve                                | District de Faro             | Portimão                    | Non                          | Non                               |
| Algarve                  | Algarve                       | Algarve                           | Algarve                                | District de Faro             | Vila Real de Santo António  | Non                          | Non                               |
| Algarve                  | Algarve                       | Algarve                           | Algarve                                | District de Faro             | São Brás de Alportel        | Non                          | Non                               |
| Algarve                  | Algarve                       | Algarve                           | Algarve                                | District de Faro             | Castro Marim                | Non                          | Non                               |
| Algarve                  | Algarve                       | Algarve                           | Algarve                                | District de Faro             | Silves                      | Non                          | Non                               |
| Centro                   | Baixo Mondego                 | Centro                            | Baixo Mondego                          | District de Coimbra          | Condeixa-a-Nova             | Non                          | Non                               |
| Centro                   | Baixo Mondego                 | Centro                            | Baixo Mondego                          | District de Coimbra          | Cantanhede                  | Non                          | Non                               |
| Centro                   | Baixo Mondego                 | Centro                            | Dão-Lafões                             | District de Viseu            | Mortágua                    | Non                          | Oui                               |
| Centro                   | Baixo Mondego                 | Centro                            | Baixo Mondego                          | District de Coimbra          | Coimbra                     | Non                          | Non                               |
| Centro                   | Baixo Mondego                 | Centro                            | Baixo Mondego                          | District de Coimbra          | Montemor-o-Velho            | Non                          | Non                               |
| Centro                   | Baixo Mondego                 | Centro                            | Baixo Mondego                          | District de Coimbra          | Mira                        | Non                          | Non                               |
| Centro                   | Baixo Mondego                 | Centro                            | Baixo Mondego                          | District de Coimbra          | Figueira da Foz             | Non                          | Non                               |
| Centro                   | Baixo Mondego                 | Centro                            | Baixo Vouga                            | District d'Aveiro            | Mealhada                    | Non                          | Oui                               |
| Centro                   | Baixo Mondego                 | Centro                            | Baixo Mondego                          | District de Coimbra          | Soure                       | Non                          | Non                               |
| Centro                   | Baixo Mondego                 | Centro                            | Baixo Mondego                          | District de Coimbra          | Penacova                    | Non                          | Non                               |
| Centro                   | Baixo Vouga                   | Centro                            | Baixo Vouga                            | District d'Aveiro            | Anadia                      | Non                          | Non                               |
| Centro                   | Baixo Vouga                   | Centro                            | Baixo Vouga                            | District d'Aveiro            | Ovar                        | Non                          | Non                               |
| Centro                   | Baixo Vouga                   | Centro                            | Baixo Vouga                            | District d'Aveiro            | Vagos                       | Non                          | Non                               |
| Centro                   | Baixo Vouga                   | Centro                            | Baixo Vouga                            | District d'Aveiro            | Aveiro                      | Non                          | Non                               |
| Centro                   | Baixo Vouga                   | Centro                            | Baixo Vouga                            | District d'Aveiro            | Albergaria-a-Velha          | Non                          | Non                               |
| Centro                   | Baixo Vouga                   | Centro                            | Baixo Vouga                            | District d'Aveiro            | Estarreja                   | Non                          | Non                               |
| Centro                   | Baixo Vouga                   | Centro                            | Baixo Vouga                            | District d'Aveiro            | Águeda                      | Non                          | Non                               |
| Centro                   | Baixo Vouga                   | Centro                            | Baixo Vouga                            | District d'Aveiro            | Sever do Vouga              | Non                          | Non                               |
| Centro                   | Baixo Vouga                   | Centro                            | Baixo Vouga                            | District d'Aveiro            | Oliveira do Bairro          | Non                          | Non                               |
| Centro                   | Baixo Vouga                   | Centro                            | Baixo Vouga                            | District d'Aveiro            | Murtosa                     | Non                          | Non                               |
| Centro                   | Baixo Vouga                   | Centro                            | Baixo Vouga                            | District d'Aveiro            | Ílhavo                      | Non                          | Non                               |
| Centro                   | Beira Interior Norte          | Centro                            | Beira Interior Norte                   | District de Guarda           | Celorico da Beira           | Non                          | Non                               |
| Centro                   | Beira Interior Norte          | Centro                            | Beira Interior Norte                   | District de Guarda           | Figueira de Castelo Rodrigo | Non                          | Non                               |
| Centro                   | Beira Interior Norte          | Centro                            | Beira Interior Norte                   | District de Guarda           | Almeida                     | Non                          | Non                               |
| Centro                   | Beira Interior Norte          | Centro                            | Beira Interior Norte                   | District de Guarda           | Manteigas                   | Non                          | Non                               |
| Centro                   | Beira Interior Norte          | Centro                            | Beira Interior Norte                   | District de Guarda           | Sabugal                     | Non                          | Non                               |
| Centro                   | Beira Interior Norte          | Centro                            | Beira Interior Norte                   | District de Guarda           | Mêda                        | Non                          | Non                               |
| Centro                   | Beira Interior Norte          | Centro                            | Beira Interior Norte                   | District de Guarda           | Pinhel                      | Non                          | Non                               |
| Centro                   | Beira Interior Norte          | Centro                            | Beira Interior Norte                   | District de Guarda           | Trancoso                    | Non                          | Non                               |
| Centro                   | Beira Interior Norte          | Centro                            | Beira Interior Norte                   | District de Guarda           | Guarda                      | Non                          | Non                               |
| Centro                   | Beira Interior Sul            | Centro                            | Beira Interior Sul                     | District de Castelo Branco   | Idanha-a-Nova               | Non                          | Non                               |
| Centro                   | Beira Interior Sul            | Centro                            | Beira Interior Sul                     | District de Castelo Branco   | Vila Velha de Ródão         | Non                          | Non                               |
| Centro                   | Beira Interior Sul            | Centro                            | Beira Interior Sul                     | District de Castelo Branco   | Castelo Branco              | Non                          | Non                               |
| Centro                   | Beira Interior Sul            | Centro                            | Beira Interior Sul                     | District de Castelo Branco   | Penamacor                   | Non                          | Non                               |
| Centro                   | Cova da Beira                 | Centro                            | Cova da Beira                          | District de Castelo Branco   | Covilhã                     | Non                          | Non                               |
| Centro                   | Cova da Beira                 | Centro                            | Cova da Beira                          | District de Castelo Branco   | Fundão                      | Non                          | Non                               |
| Centro                   | Cova da Beira                 | Centro                            | Cova da Beira                          | District de Castelo Branco   | Belmonte                    | Non                          | Non                               |
| Centro                   | Dão-Lafões                    | Centro                            | Dão-Lafões                             | District de Viseu            | Vouzela                     | Non                          | Non                               |
| Centro                   | Dão-Lafões                    | Centro                            | Dão-Lafões                             | District de Viseu            | Sátão                       | Non                          | Non                               |
| Centro                   | Dão-Lafões                    | Centro                            | Dão-Lafões                             | District de Viseu            | Viseu                       | Non                          | Non                               |
| Centro                   | Dão-Lafões                    | Centro                            | Dão-Lafões                             | District de Viseu            | Vila Nova de Paiva          | Non                          | Non                               |
| Centro                   | Dão-Lafões                    | Centro                            | Dão-Lafões                             | District de Viseu            | São Pedro do Sul            | Non                          | Non                               |
| Centro                   | Dão-Lafões                    | Centro                            | Dão-Lafões                             | District de Viseu            | Tondela                     | Non                          | Non                               |
| Centro                   | Dão-Lafões                    | Centro                            | Dão-Lafões                             | District de Viseu            | Nelas                       | Non                          | Non                               |
| Centro                   | Dão-Lafões                    | Centro                            | Dão-Lafões                             | District de Viseu            | Santa Comba Dão             | Non                          | Non                               |
| Centro                   | Dão-Lafões                    | Centro                            | Dão-Lafões                             | District de Viseu            | Oliveira de Frades          | Non                          | Non                               |
| Centro                   | Dão-Lafões                    | Centro                            | Dão-Lafões                             | District de Guarda           | Aguiar da Beira             | Non                          | Non                               |
| Centro                   | Dão-Lafões                    | Centro                            | Dão-Lafões                             | District de Viseu            | Castro Daire                | Non                          | Non                               |
| Centro                   | Dão-Lafões                    | Centro                            | Dão-Lafões                             | District de Viseu            | Carregal do Sal             | Non                          | Non                               |
| Centro                   | Dão-Lafões                    | Centro                            | Dão-Lafões                             | District de Viseu            | Penalva do Castelo          | Non                          | Non                               |
| Centro                   | Dão-Lafões                    | Centro                            | Dão-Lafões                             | District de Viseu            | Mangualde                   | Non                          | Non                               |
| Centro                   | Pinhal Interior Norte         | Centro                            | Pinhal Interior Norte                  | District de Coimbra          | Pampilhosa da Serra         | Non                          | Non                               |
| Centro                   | Pinhal Interior Norte         | Centro                            | Pinhal Interior Norte                  | District de Coimbra          | Tábua                       | Non                          | Non                               |
| Centro                   | Pinhal Interior Norte         | Centro                            | Pinhal Interior Norte                  | District de Coimbra          | Arganil                     | Non                          | Non                               |
| Centro                   | Pinhal Interior Norte         | Centro                            | Pinhal Interior Norte                  | District de Leiria           | Alvaiázere                  | Non                          | Non                               |
| Centro                   | Pinhal Interior Norte         | Centro                            | Pinhal Interior Norte                  | District de Coimbra          | Oliveira do Hospital        | Non                          | Non                               |
| Centro                   | Pinhal Interior Norte         | Centro                            | Pinhal Interior Norte                  | District de Leiria           | Figueiró dos Vinhos         | Non                          | Non                               |
| Centro                   | Pinhal Interior Norte         | Centro                            | Pinhal Interior Norte                  | District de Coimbra          | Góis                        | Non                          | Non                               |
| Centro                   | Pinhal Interior Norte         | Centro                            | Pinhal Interior Norte                  | District de Leiria           | Castanheira de Pêra         | Non                          | Non                               |
| Centro                   | Pinhal Interior Norte         | Centro                            | Pinhal Interior Norte                  | District de Leiria           | Pedrógão Grande             | Non                          | Non                               |
| Centro                   | Pinhal Interior Norte         | Centro                            | Pinhal Interior Norte                  | District de Coimbra          | Miranda do Corvo            | Non                          | Non                               |
| Centro                   | Pinhal Interior Norte         | Centro                            | Pinhal Interior Norte                  | District de Coimbra          | Lousã                       | Non                          | Non                               |
| Centro                   | Pinhal Interior Norte         | Centro                            | Pinhal Interior Norte                  | District de Coimbra          | Vila Nova de Poiares        | Non                          | Non                               |
| Centro                   | Pinhal Interior Norte         | Centro                            | Pinhal Interior Norte                  | District de Leiria           | Ansião                      | Non                          | Non                               |
| Centro                   | Pinhal Interior Norte         | Centro                            | Pinhal Interior Norte                  | District de Coimbra          | Penela                      | Non                          | Non                               |
| Centro                   | Pinhal Interior Sul           | Centro                            | Pinhal Interior Sul                    | District de Castelo Branco   | Proença-a-Nova              | Non                          | Non                               |
| Centro                   | Pinhal Interior Sul           | Centro                            | Pinhal Interior Sul                    | District de Castelo Branco   | Oleiros                     | Non                          | Non                               |
| Centro                   | Pinhal Interior Sul           | Centro                            | Pinhal Interior Sul                    | District de Santarém         | Mação                       | Non                          | Non                               |
| Centro                   | Pinhal Interior Sul           | Centro                            | Pinhal Interior Sul                    | District de Castelo Branco   | Vila de Rei                 | Non                          | Non                               |
| Centro                   | Pinhal Interior Sul           | Centro                            | Pinhal Interior Sul                    | District de Castelo Branco   | Sertã                       | Non                          | Non                               |
| Centro                   | Pinhal Litoral                | Centro                            | Pinhal Litoral                         | District de Leiria           | Porto de Mós                | Non                          | Non                               |
| Centro                   | Pinhal Litoral                | Centro                            | Pinhal Litoral                         | District de Leiria           | Pombal                      | Non                          | Non                               |
| Centro                   | Pinhal Litoral                | Centro                            | Pinhal Litoral                         | District de Leiria           | Leiria                      | Non                          | Non                               |
| Centro                   | Pinhal Litoral                | Centro                            | Pinhal Litoral                         | District de Leiria           | Batalha                     | Non                          | Non                               |
| Centro                   | Pinhal Litoral                | Centro                            | Pinhal Litoral                         | District de Leiria           | Marinha Grande              | Non                          | Non                               |
| Centro                   | Serra da Estrela              | Centro                            | Serra da Estrela                       | District de Guarda           | Gouveia                     | Non                          | Non                               |
| Centro                   | Serra da Estrela              | Centro                            | Serra da Estrela                       | District de Guarda           | Fornos de Algodres          | Non                          | Non                               |
| Centro                   | Serra da Estrela              | Centro                            | Serra da Estrela                       | District de Guarda           | Seia                        | Non                          | Non                               |
| Norte                    | Alto Trás-os-Montes           | Norte                             | Alto Trás-os-Montes                    | District de Bragance         | Vimioso                     | Non                          | Non                               |
| Norte                    | Alto Trás-os-Montes           | Norte                             | Alto Trás-os-Montes                    | District de Bragance         | Macedo de Cavaleiros        | Non                          | Non                               |
| Norte                    | Alto Trás-os-Montes           | Norte                             | Alto Trás-os-Montes                    | District de Vila Real        | Vila Pouca de Aguiar        | Non                          | Non                               |
| Norte                    | Alto Trás-os-Montes           | Norte                             | Alto Trás-os-Montes                    | District de Bragance         | Vinhais                     | Non                          | Non                               |
| Norte                    | Alto Trás-os-Montes           | Norte                             | Alto Trás-os-Montes                    | District de Bragance         | Miranda do Douro            | Non                          | Non                               |
| Norte                    | Alto Trás-os-Montes           | Norte                             | Alto Trás-os-Montes                    | District de Bragance         | Mogadouro                   | Non                          | Non                               |
| Norte                    | Alto Trás-os-Montes           | Norte                             | Alto Trás-os-Montes                    | District de Vila Real        | Valpaços                    | Non                          | Non                               |
| Norte                    | Alto Trás-os-Montes           | Norte                             | Alto Trás-os-Montes                    | District de Vila Real        | Montalegre                  | Non                          | Non                               |
| Norte                    | Alto Trás-os-Montes           | Norte                             | Alto Trás-os-Montes                    | District de Bragance         | Alfândega da Fé             | Non                          | Non                               |
| Norte                    | Alto Trás-os-Montes           | Norte                             | Alto Trás-os-Montes                    | District de Vila Real        | Boticas                     | Non                          | Non                               |
| Norte                    | Alto Trás-os-Montes           | Norte                             | Tâmega                                 | District de Vila Real        | Ribeira de Pena             | Non                          | Oui                               |
| Norte                    | Alto Trás-os-Montes           | Norte                             | Alto Trás-os-Montes                    | District de Bragance         | Bragança                    | Non                          | Non                               |
| Norte                    | Alto Trás-os-Montes           | Norte                             | Alto Trás-os-Montes                    | District de Bragance         | Mirandela                   | Non                          | Non                               |
| Norte                    | Alto Trás-os-Montes           | Norte                             | Alto Trás-os-Montes                    | District de Vila Real        | Chaves                      | Non                          | Non                               |
| Norte                    | Alto Trás-os-Montes           | Norte                             | Douro                                  | District de Bragance         | Vila Flor                   | Non                          | Oui                               |
| Norte                    | Ave                           | Norte                             | Ave                                    | District de Braga            | Vizela                      | Non                          | Non                               |
| Norte                    | Ave                           | Norte                             | Ave                                    | District de Braga            | Vieira do Minho             | Non                          | Non                               |
| Norte                    | Ave                           | Norte                             | Ave                                    | District de Braga            | Vila Nova de Famalicão      | Non                          | Non                               |
| Norte                    | Ave                           | Norte                             | Ave                                    | District de Braga            | Póvoa de Lanhoso            | Non                          | Non                               |
| Norte                    | Ave                           | Norte                             | Tâmega                                 | District de Vila Real        | Mondim de Basto             | Non                          | Oui                               |
| Norte                    | Ave                           | Norte                             | Tâmega                                 | District de Braga            | Cabeceiras de Basto         | Non                          | Oui                               |
| Norte                    | Ave                           | Norte                             | Ave                                    | District de Braga            | Fafe                        | Non                          | Non                               |
| Norte                    | Ave                           | Norte                             | Ave                                    | District de Braga            | Guimarães                   | Non                          | Non                               |
| Norte                    | Cávado                        | Norte                             | Cávado                                 | District de Braga            | Barcelos                    | Non                          | Non                               |
| Norte                    | Cávado                        | Norte                             | Cávado                                 | District de Braga            | Esposende                   | Non                          | Non                               |
| Norte                    | Cávado                        | Norte                             | Cávado                                 | District de Braga            | Amares                      | Non                          | Non                               |
| Norte                    | Cávado                        | Norte                             | Cávado                                 | District de Braga            | Terras de Bouro             | Non                          | Non                               |
| Norte                    | Cávado                        | Norte                             | Cávado                                 | District de Braga            | Braga                       | Non                          | Non                               |
| Norte                    | Cávado                        | Norte                             | Cávado                                 | District de Braga            | Vila Verde                  | Non                          | Non                               |
| Norte                    | Douro                         | Norte                             | Douro                                  | District de Bragance         | Freixo de Espada à Cinta    | Non                          | Non                               |
| Norte                    | Douro                         | Norte                             | Douro                                  | District de Viseu            | Penedono                    | Non                          | Non                               |
| Norte                    | Douro                         | Norte                             | Douro                                  | District de Viseu            | Tabuaço                     | Non                          | Non                               |
| Norte                    | Douro                         | Norte                             | Douro                                  | District de Vila Real        | Sabrosa                     | Non                          | Non                               |
| Norte                    | Douro                         | Norte                             | Douro                                  | District de Vila Real        | Peso da Régua               | Non                          | Non                               |
| Norte                    | Douro                         | Norte                             | Douro                                  | District de Viseu            | Armamar                     | Non                          | Non                               |
| Norte                    | Douro                         | Norte                             | Douro                                  | District de Viseu            | São João da Pesqueira       | Non                          | Non                               |
| Norte                    | Douro                         | Norte                             | Douro                                  | District de Vila Real        | Santa Marta de Penaguião    | Non                          | Non                               |
| Norte                    | Douro                         | Norte                             | Douro                                  | District de Viseu            | Tarouca                     | Non                          | Non                               |
| Norte                    | Douro                         | Norte                             | Douro                                  | District de Bragance         | Carrazeda de Ansiães        | Non                          | Non                               |
| Norte                    | Douro                         | Norte                             | Douro                                  | District de Viseu            | Sernancelhe                 | Non                          | Non                               |
| Norte                    | Douro                         | Norte                             | Douro                                  | District de Bragance         | Torre de Moncorvo           | Non                          | Non                               |
| Norte                    | Douro                         | Norte                             | Douro                                  | District de Vila Real        | Mesão Frio                  | Non                          | Non                               |
| Norte                    | Douro                         | Norte                             | Douro                                  | District de Vila Real        | Alijó                       | Non                          | Non                               |
| Norte                    | Douro                         | Norte                             | Alto Trás-os-Montes                    | District de Vila Real        | Murça                       | Non                          | Oui                               |
| Norte                    | Douro                         | Norte                             | Douro                                  | District de Guarda           | Vila Nova de Foz Côa        | Non                          | Non                               |
| Norte                    | Douro                         | Norte                             | Douro                                  | District de Vila Real        | Vila Real                   | Non                          | Non                               |
| Norte                    | Douro                         | Norte                             | Douro                                  | District de Viseu            | Lamego                      | Non                          | Non                               |
| Norte                    | Douro                         | Norte                             | Douro                                  | District de Viseu            | Moimenta da Beira           | Non                          | Non                               |
| Norte                    | Entre Douro e Vouga           | Norte                             | Entre Douro e Vouga                    | District d'Aveiro            | Santa Maria da Feira        | Non                          | Non                               |
| Norte                    | Entre Douro e Vouga           | Norte                             | Entre Douro e Vouga                    | District d'Aveiro            | Oliveira de Azeméis         | Non                          | Non                               |
| Norte                    | Entre Douro e Vouga           | Norte                             | Entre Douro e Vouga                    | District d'Aveiro            | São João da Madeira         | Non                          | Non                               |
| Norte                    | Entre Douro e Vouga           | Norte                             | Entre Douro e Vouga                    | District d'Aveiro            | Arouca                      | Non                          | Non                               |
| Norte                    | Entre Douro e Vouga           | Norte                             | Entre Douro e Vouga                    | District d'Aveiro            | Vale de Cambra              | Non                          | Non                               |
| Norte                    | Grande Porto                  | Norte                             | Ave                                    | District de Porto            | Trofa                       | Non                          | Oui                               |
| Norte                    | Grande Porto                  | Norte                             | Grande Porto                           | District de Porto            | Valongo                     | Non                          | Non                               |
| Norte                    | Grande Porto                  | Norte                             | Grande Porto                           | District de Porto            | Vila Nova de Gaia           | Non                          | Non                               |
| Norte                    | Grande Porto                  | Norte                             | Grande Porto                           | District de Porto            | Gondomar                    | Non                          | Non                               |
| Norte                    | Grande Porto                  | Norte                             | Grande Porto                           | District de Porto            | Vila do Conde               | Non                          | Non                               |
| Norte                    | Grande Porto                  | Norte                             | Grande Porto                           | District de Porto            | Maia                        | Non                          | Non                               |
| Norte                    | Grande Porto                  | Norte                             | Grande Porto                           | District de Porto            | Matosinhos                  | Non                          | Non                               |
| Norte                    | Grande Porto                  | Norte                             | Grande Porto                           | District de Porto            | Póvoa de Varzim             | Non                          | Non                               |
| Norte                    | Grande Porto                  | Norte                             | Ave                                    | District de Porto            | Santo Tirso                 | Non                          | Oui                               |
| Norte                    | Grande Porto                  | Norte                             | Grande Porto                           | District d'Aveiro            | Espinho                     | Non                          | Non                               |
| Norte                    | Grande Porto                  | Norte                             | Grande Porto                           | District de Porto            | Porto                       | Non                          | Non                               |
| Norte                    | Minho-Lima                    | Norte                             | Minho-Lima                             | District de Viana do Castelo | Ponte da Barca              | Non                          | Non                               |
| Norte                    | Minho-Lima                    | Norte                             | Minho-Lima                             | District de Viana do Castelo | Monção                      | Non                          | Non                               |
| Norte                    | Minho-Lima                    | Norte                             | Minho-Lima                             | District de Viana do Castelo | Viana do Castelo            | Non                          | Non                               |
| Norte                    | Minho-Lima                    | Norte                             | Minho-Lima                             | District de Viana do Castelo | Caminha                     | Non                          | Non                               |
| Norte                    | Minho-Lima                    | Norte                             | Minho-Lima                             | District de Viana do Castelo | Valença                     | Non                          | Non                               |
| Norte                    | Minho-Lima                    | Norte                             | Minho-Lima                             | District de Viana do Castelo | Ponte de Lima               | Non                          | Non                               |
| Norte                    | Minho-Lima                    | Norte                             | Minho-Lima                             | District de Viana do Castelo | Vila Nova de Cerveira       | Non                          | Non                               |
| Norte                    | Minho-Lima                    | Norte                             | Minho-Lima                             | District de Viana do Castelo | Melgaço                     | Non                          | Non                               |
| Norte                    | Minho-Lima                    | Norte                             | Minho-Lima                             | District de Viana do Castelo | Paredes de Coura            | Non                          | Non                               |
| Norte                    | Minho-Lima                    | Norte                             | Minho-Lima                             | District de Viana do Castelo | Arcos de Valdevez           | Non                          | Non                               |
| Norte                    | Tâmega                        | Norte                             | Tâmega                                 | District de Porto            | Baião                       | Non                          | Non                               |
| Norte                    | Tâmega                        | Norte                             | Tâmega                                 | District de Porto            | Penafiel                    | Non                          | Non                               |
| Norte                    | Tâmega                        | Norte                             | Tâmega                                 | District de Porto            | Lousada                     | Non                          | Non                               |
| Norte                    | Tâmega                        | Norte                             | Tâmega                                 | District d'Aveiro            | Castelo de Paiva            | Non                          | Non                               |
| Norte                    | Tâmega                        | Norte                             | Tâmega                                 | District de Viseu            | Cinfães                     | Non                          | Non                               |
| Norte                    | Tâmega                        | Norte                             | Tâmega                                 | District de Braga            | Celorico de Basto           | Non                          | Non                               |
| Norte                    | Tâmega                        | Norte                             | Tâmega                                 | District de Porto            | Felgueiras                  | Non                          | Non                               |
| Norte                    | Tâmega                        | Norte                             | Tâmega                                 | District de Porto            | Paredes                     | Non                          | Non                               |
| Norte                    | Tâmega                        | Norte                             | Tâmega                                 | District de Porto            | Marco de Canaveses          | Non                          | Non                               |
| Norte                    | Tâmega                        | Norte                             | Tâmega                                 | District de Porto            | Amarante                    | Non                          | Non                               |
| Norte                    | Tâmega                        | Norte                             | Tâmega                                 | District de Porto            | Paços de Ferreira           | Non                          | Non                               |
| Norte                    | Tâmega                        | Norte                             | Tâmega                                 | District de Viseu            | Resende                     | Non                          | Non                               |
| Lisboa e Vale do Tejo    | Grande Lisboa                 | Centro                            | Oeste                                  | District de Lisbonne         | Mafra                       | Oui                          | Oui                               |
| Lisboa e Vale do Tejo    | Grande Lisboa                 | Région de Lisbonne                | Grande Lisboa                          | District de Lisbonne         | Amadora                     | Non                          | Non                               |
| Lisboa e Vale do Tejo    | Grande Lisboa                 | Région de Lisbonne                | Grande Lisboa                          | District de Lisbonne         | Lisboa                      | Non                          | Non                               |
| Lisboa e Vale do Tejo    | Grande Lisboa                 | Région de Lisbonne                | Grande Lisboa                          | District de Lisbonne         | Vila Franca de Xira         | Non                          | Non                               |
| Lisboa e Vale do Tejo    | Grande Lisboa                 | Région de Lisbonne                | Grande Lisboa                          | District de Lisbonne         | Sintra                      | Non                          | Non                               |
| Lisboa e Vale do Tejo    | Grande Lisboa                 | Région de Lisbonne                | Grande Lisboa                          | District de Lisbonne         | Odivelas                    | Non                          | Non                               |
| Lisboa e Vale do Tejo    | Grande Lisboa                 | Région de Lisbonne                | Grande Lisboa                          | District de Lisbonne         | Loures                      | Non                          | Non                               |
| Lisboa e Vale do Tejo    | Grande Lisboa                 | Région de Lisbonne                | Grande Lisboa                          | District de Lisbonne         | Cascais                     | Non                          | Non                               |
| Lisboa e Vale do Tejo    | Grande Lisboa                 | Région de Lisbonne                | Grande Lisboa                          | District de Lisbonne         | Oeiras                      | Non                          | Non                               |
| Lisboa e Vale do Tejo    | Lezíria do Tejo               | Alentejo                          | Lezíria do Tejo                        | District de Santarém         | Santarém                    | Oui                          | Non                               |
| Lisboa e Vale do Tejo    | Lezíria do Tejo               | Alentejo                          | Lezíria do Tejo                        | District de Santarém         | Coruche                     | Oui                          | Non                               |
| Lisboa e Vale do Tejo    | Lezíria do Tejo               | Alentejo                          | Lezíria do Tejo                        | District de Santarém         | Benavente                   | Oui                          | Non                               |
| Lisboa e Vale do Tejo    | Lezíria do Tejo               | Alentejo                          | Lezíria do Tejo                        | District de Santarém         | Alpiarça                    | Oui                          | Non                               |
| Lisboa e Vale do Tejo    | Lezíria do Tejo               | Alentejo                          | Lezíria do Tejo                        | District de Santarém         | Almeirim                    | Oui                          | Non                               |
| Lisboa e Vale do Tejo    | Lezíria do Tejo               | Alentejo                          | Lezíria do Tejo                        | District de Santarém         | Golegã                      | Oui                          | Non                               |
| Lisboa e Vale do Tejo    | Lezíria do Tejo               | Alentejo                          | Lezíria do Tejo                        | District de Santarém         | Salvaterra de Magos         | Oui                          | Non                               |
| Lisboa e Vale do Tejo    | Lezíria do Tejo               | Alentejo                          | Lezíria do Tejo                        | District de Lisbonne         | Azambuja                    | Oui                          | Non                               |
| Lisboa e Vale do Tejo    | Lezíria do Tejo               | Alentejo                          | Lezíria do Tejo                        | District de Santarém         | Cartaxo                     | Oui                          | Non                               |
| Lisboa e Vale do Tejo    | Lezíria do Tejo               | Alentejo                          | Lezíria do Tejo                        | District de Santarém         | Chamusca                    | Oui                          | Non                               |
| Lisboa e Vale do Tejo    | Lezíria do Tejo               | Alentejo                          | Lezíria do Tejo                        | District de Santarém         | Rio Maior                   | Oui                          | Non                               |
| Lisboa e Vale do Tejo    | Médio Tejo                    | Centro                            | Médio Tejo                             | District de Santarém         | Ourém                       | Oui                          | Non                               |
| Lisboa e Vale do Tejo    | Médio Tejo                    | Centro                            | Médio Tejo                             | District de Santarém         | Abrantes                    | Oui                          | Non                               |
| Lisboa e Vale do Tejo    | Médio Tejo                    | Centro                            | Médio Tejo                             | District de Santarém         | Entroncamento               | Oui                          | Non                               |
| Lisboa e Vale do Tejo    | Médio Tejo                    | Centro                            | Médio Tejo                             | District de Santarém         | Torres Novas                | Oui                          | Non                               |
| Lisboa e Vale do Tejo    | Médio Tejo                    | Centro                            | Médio Tejo                             | District de Santarém         | Constância                  | Oui                          | Non                               |
| Lisboa e Vale do Tejo    | Médio Tejo                    | Centro                            | Médio Tejo                             | District de Santarém         | Tomar                       | Oui                          | Non                               |
| Lisboa e Vale do Tejo    | Médio Tejo                    | Centro                            | Médio Tejo                             | District de Santarém         | Sardoal                     | Oui                          | Non                               |
| Lisboa e Vale do Tejo    | Médio Tejo                    | Centro                            | Médio Tejo                             | District de Santarém         | Ferreira do Zêzere          | Oui                          | Non                               |
| Lisboa e Vale do Tejo    | Médio Tejo                    | Centro                            | Médio Tejo                             | District de Santarém         | Vila Nova da Barquinha      | Oui                          | Non                               |
| Lisboa e Vale do Tejo    | Médio Tejo                    | Centro                            | Médio Tejo                             | District de Santarém         | Alcanena                    | Oui                          | Non                               |
| Lisboa e Vale do Tejo    | Oeste                         | Centro                            | Oeste                                  | District de Leiria           | Óbidos                      | Oui                          | Non                               |
| Lisboa e Vale do Tejo    | Oeste                         | Centro                            | Oeste                                  | District de Leiria           | Caldas da Rainha            | Oui                          | Non                               |
| Lisboa e Vale do Tejo    | Oeste                         | Centro                            | Oeste                                  | District de Lisbonne         | Cadaval                     | Oui                          | Non                               |
| Lisboa e Vale do Tejo    | Oeste                         | Centro                            | Oeste                                  | District de Lisbonne         | Lourinhã                    | Oui                          | Non                               |
| Lisboa e Vale do Tejo    | Oeste                         | Centro                            | Oeste                                  | District de Lisbonne         | Alenquer                    | Oui                          | Non                               |
| Lisboa e Vale do Tejo    | Oeste                         | Centro                            | Oeste                                  | District de Leiria           | Nazaré                      | Oui                          | Non                               |
| Lisboa e Vale do Tejo    | Oeste                         | Centro                            | Oeste                                  | District de Lisbonne         | Torres Vedras               | Oui                          | Non                               |
| Lisboa e Vale do Tejo    | Oeste                         | Centro                            | Oeste                                  | District de Leiria           | Alcobaça                    | Oui                          | Non                               |
| Lisboa e Vale do Tejo    | Oeste                         | Centro                            | Oeste                                  | District de Lisbonne         | Sobral de Monte Agraço      | Oui                          | Non                               |
| Lisboa e Vale do Tejo    | Oeste                         | Centro                            | Oeste                                  | District de Lisbonne         | Arruda dos Vinhos           | Oui                          | Non                               |
| Lisboa e Vale do Tejo    | Oeste                         | Centro                            | Oeste                                  | District de Leiria           | Peniche                     | Oui                          | Non                               |
| Lisboa e Vale do Tejo    | Oeste                         | Centro                            | Oeste                                  | District de Leiria           | Bombarral                   | Oui                          | Non                               |
| Lisboa e Vale do Tejo    | Península de Setúbal          | Région de Lisbonne                | Península de Setúbal                   | District de Setúbal          | Setúbal                     | Non                          | Non                               |
| Lisboa e Vale do Tejo    | Península de Setúbal          | Région de Lisbonne                | Península de Setúbal                   | District de Setúbal          | Sesimbra                    | Non                          | Non                               |
| Lisboa e Vale do Tejo    | Península de Setúbal          | Région de Lisbonne                | Península de Setúbal                   | District de Setúbal          | Almada                      | Non                          | Non                               |
| Lisboa e Vale do Tejo    | Península de Setúbal          | Région de Lisbonne                | Península de Setúbal                   | District de Setúbal          | Barreiro                    | Non                          | Non                               |
| Lisboa e Vale do Tejo    | Península de Setúbal          | Région de Lisbonne                | Península de Setúbal                   | District de Setúbal          | Alcochete                   | Non                          | Non                               |
| Lisboa e Vale do Tejo    | Península de Setúbal          | Région de Lisbonne                | Península de Setúbal                   | District de Setúbal          | Montijo                     | Non                          | Non                               |
| Lisboa e Vale do Tejo    | Península de Setúbal          | Région de Lisbonne                | Península de Setúbal                   | District de Setúbal          | Moita                       | Non                          | Non                               |
| Lisboa e Vale do Tejo    | Península de Setúbal          | Région de Lisbonne                | Península de Setúbal                   | District de Setúbal          | Palmela                     | Non                          | Non                               |
| Lisboa e Vale do Tejo    | Península de Setúbal          | Région de Lisbonne                | Península de Setúbal                   | District de Setúbal          | Seixal                      | Non                          | Non                               |

## Source
- Décret-Loi nº 68/2008 du 14 avril 2008

1. 1 2  « Official Journal L 87/2023 », sur eur-lex.europa.eu (consulté le 13 janvier 2024)